# Dagmar Rom
Dagmar Rom (Innsbruck, 16 giugno 1928 – Innsbruck, 13 ottobre 2022) è stata una sciatrice alpina austriaca.

## Palmarès

### Olimpiadi invernali
- Argento a Oslo 1952 nello slalom gigante.

### Mondiali
- Oro a Aspen 1950 nello slalom gigante.
- Oro a Aspen 1950 nello slalom speciale.